# 叶尔克西·胡尔曼别克
叶尔克西·胡尔曼别克（1961年—），原名叶尔克西·库尔班拜克，女，哈萨克族，新疆特克斯人，中国作家，现任新疆维吾尔自治区文学艺术界联合会副主席，中国作家协会主席团委员。